# Мийо, Ришар де
Ришар де Мийо (Richard Milhau, O.S.B., также известный как Riccardo de' Riccardi; as Richard de Saint-Victor;, as Richard de Carlat;, his last name as Millau, as Milhaud) — католический церковный деятель XI—XII веков. Сын Ришара II, виконта Мийо и Родеза, брат кардинала Бернара де Мийо. Возведён в ранг кардиналов-священников на консистории 7 мая 1078 года. Был папским легатом в Испании в 1078—1079 годах. Стал архиепископом Нарбонны 5 ноября 1106 года.